# Hrabstwo Montgomery (Indiana)

Piramida wieku hrabstwa

Hrabstwo Montgomery (ang. Montgomery County) – hrabstwo w stanie Indiana w Stanach Zjednoczonych.

## Geografia
Według spisu z 2010 roku obszar całkowity hrabstwa obejmuje powierzchnię 505,44 mili2 (1309,08 km²), z czego 504,61 mili2 (1306,93 km²) stanowią lądy, a 0,83 mili2 (2,15 km²) stanowią wody. Według szacunków United States Census Bureau w roku 2012 miało 38 254 mieszkańców. Jego siedzibą administracyjną jest Crawfordsville.

### Miasta
- Alamo
- Crawfordsville
- Darlington
- Ladoga
- Linden
- New Market
- New Richmond
- New Ross
- Waveland
- Waynetown
- Wingate